# サポパン
サポパンはメキシコのハリスコ州の市、基礎自治体であり、グアダラハラ都市圏の一部である。基礎自治体の人口は約147万人（2020年）で、面積は893.15平方キロメートルである。グアダラハラの北西側に隣接し、ヌエボ・メヒコやテシスターンという小さな村も含まれる。サポパン市（及び基礎自治体）の人口は、グアダラハラ市（及び基礎自治体）に次ぐ州内第2位の規模である。
市部はその地域における商業の中心地であり、観光客に人気である。

## 概要
サポパンの名前は、ナワトル語のtzapopan、「サポテ（tzapotl）の場所」に由来している。ハリスコ州で2番目に人口の多い基礎自治体である。サポパンは長年、公式には町であったが1991年12月8日に市となった。これは町の創設450周年に合わせて行われた。
サポパンの観光名所は宗教施設から最新のショッピングセンターまで多様である。グアダラハラ都市圏で最高級のホテル、ハリスコ州で最大のエンターテインメントセンター、国際的に重要な展示会を開催する美術館がある。近年はエコツーリズムも盛んになっている。
サポパンの聖母の巡礼は全国で最も重要な宗教行事の1つである。毎年10月12日に「ラジェネララ」がサポパン大聖堂に戻るのを大勢のカトリック教徒が見届ける。
郷土料理はとうもろこしをベースにした料理が多い。この農産物の畑が多いことから、サポパンには「ヴィラ・エクスマイセラ」（元とうもろこし村）の愛称がある。

## 交通

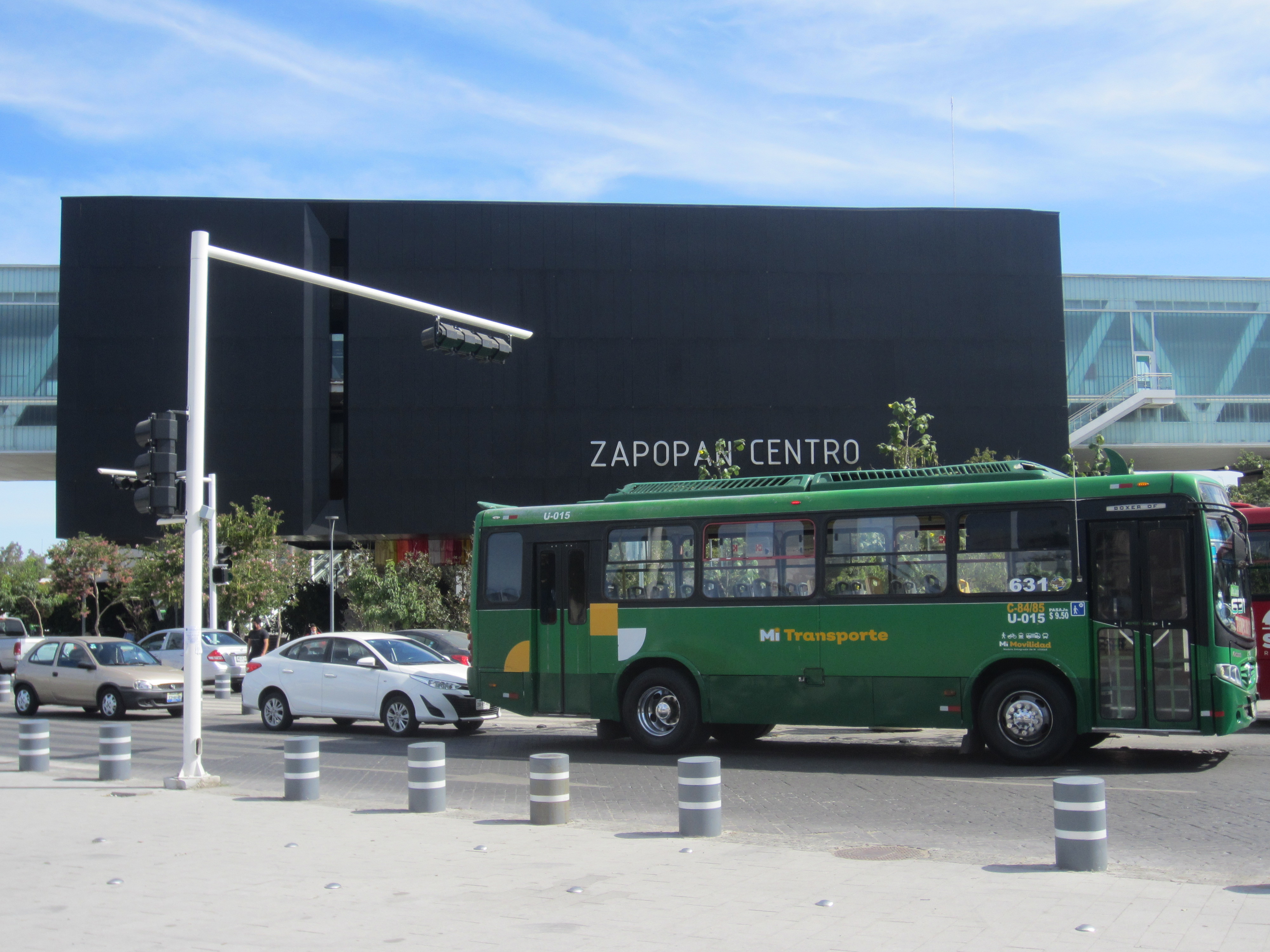
サポパン中央駅

グアダラハラ地下鉄3号線が乗り入れている。

## 気候
年間平均気温は22°Cで、最高気温は約34°C、最低気温は約8°Cである。6月から10月まで雨季で、年間降雨量は約900ミリメートルである。
| Zapopan (1951–2010)の気候             | Zapopan (1951–2010)の気候 | Zapopan (1951–2010)の気候 | Zapopan (1951–2010)の気候 | Zapopan (1951–2010)の気候 | Zapopan (1951–2010)の気候 | Zapopan (1951–2010)の気候 | Zapopan (1951–2010)の気候 | Zapopan (1951–2010)の気候 | Zapopan (1951–2010)の気候 | Zapopan (1951–2010)の気候 | Zapopan (1951–2010)の気候 | Zapopan (1951–2010)の気候 | Zapopan (1951–2010)の気候 |
| 月                                    | 1月                       | 2月                       | 3月                       | 4月                       | 5月                       | 6月                       | 7月                       | 8月                       | 9月                       | 10月                      | 11月                      | 12月                      | 年                        |
| ------------------------------------- | ------------------------- | ------------------------- | ------------------------- | ------------------------- | ------------------------- | ------------------------- | ------------------------- | ------------------------- | ------------------------- | ------------------------- | ------------------------- | ------------------------- | ------------------------- |
| 最高気温記録 °C （°F）                | 36.0 (96.8)               | 39.0 (102.2)              | 40.5 (104.9)              | 42.0 (107.6)              | 41.0 (105.8)              | 41.0 (105.8)              | 36.5 (97.7)               | 38.5 (101.3)              | 37.0 (98.6)               | 39.0 (102.2)              | 39.0 (102.2)              | 39.0 (102.2)              | 42.0 (107.6)              |
| 平均最高気温 °C （°F）                | 25.1 (77.2)               | 27.3 (81.1)               | 29.9 (85.8)               | 32.3 (90.1)               | 33.5 (92.3)               | 31.1 (88)                 | 27.8 (82)                 | 27.8 (82)                 | 27.6 (81.7)               | 27.5 (81.5)               | 26.6 (79.9)               | 25.0 (77)                 | 28.5 (83.3)               |
| 日平均気温 °C （°F）                  | 16.8 (62.2)               | 18.4 (65.1)               | 20.4 (68.7)               | 22.6 (72.7)               | 24.2 (75.6)               | 23.6 (74.5)               | 21.8 (71.2)               | 21.8 (71.2)               | 21.7 (71.1)               | 20.7 (69.3)               | 18.7 (65.7)               | 17.0 (62.6)               | 20.6 (69.1)               |
| 平均最低気温 °C （°F）                | 8.4 (47.1)                | 9.5 (49.1)                | 10.8 (51.4)               | 13.0 (55.4)               | 15.0 (59)                 | 16.1 (61)                 | 15.8 (60.4)               | 15.7 (60.3)               | 15.7 (60.3)               | 14.0 (57.2)               | 10.8 (51.4)               | 9.0 (48.2)                | 12.8 (55)                 |
| 最低気温記録 °C （°F）                | −4.0 (24.8)               | −2.0 (28.4)               | 1.0 (33.8)                | 1.0 (33.8)                | 7.0 (44.6)                | 7.0 (44.6)                | 7.0 (44.6)                | 6.0 (42.8)                | 8.0 (46.4)                | 7.0 (44.6)                | 1.0 (33.8)                | −7.0 (19.4)               | −7.0 (19.4)               |
| 降水量 mm （inch）                    | 15.1 (0.594)              | 10.0 (0.394)              | 4.5 (0.177)               | 4.2 (0.165)               | 23.0 (0.906)              | 195.5 (7.697)             | 264.1 (10.398)            | 217.8 (8.575)             | 163.8 (6.449)             | 60.4 (2.378)              | 13.5 (0.531)              | 12.1 (0.476)              | 984.0 (38.74)             |
| 平均降水日数 （≥0.1 mm）              | 2.1                       | 1.1                       | 0.5                       | 1.0                       | 3.1                       | 14.2                      | 20.0                      | 18.7                      | 14.1                      | 6.2                       | 1.6                       | 2.1                       | 84.7                      |
| 出典：Servicio Meteorológico Nacional |                           |                           |                           |                           |                           |                           |                           |                           |                           |                           |                           |                           |                           |

## 人口統計
2010年のINEGIデータによると、この基礎自治体の人口は1,243,756人であり、メキシコで8番目に人口の多い自治体であり、ハリスコ州で2番目に人口が多い自治体である。他の6つの自治体とグアダラハラ都市圏を構成する。

## スポーツ
- テコスFC - サッカークラブ

## 企業
- タヒン - 同名の調味料を製造する企業

## 姉妹都市
- Rosemead （アメリカ合衆国カリフォルニア州）
- サギノー （アメリカ合衆国ミシガン州）
- アムステルダム （オランダ）